# Le Scaphandre et le Papillon (película)
Le Scaphandre et le Papillon (titulada El llanto de la mariposa en México, Perú y Rep. Dominicana; La escafandra y la mariposa en España y resto de Hispanoamérica) es una película dramática de 2007 dirigida por el artista plástico y cineasta estadounidense Julian Schnabel, a partir de un guion de Ronald Harwood. Se trata de una coproducción francesa y norteamericana de 119 minutos de duración, perteneciente a los estudios Pathé Films y basada en el libro autobiográfico Le Scaphandre et le Papillon, del editor francés Jean-Dominique Bauby. Fue estrenada en Francia el 23 de mayo de 2007 y en España y Estados Unidos el 1 de febreo de 2008, tras su paso por numerosos festivales.

## Sinopsis
En 1995, el carismático redactor jefe de la revista francesa Elle Jean-Dominique Bauby (Mathieu Amalric) sufrió una embolia masiva a la edad de 43 años. Salió del coma tres semanas más tarde y descubre que es víctima del "síndrome de cautiverio"; está totalmente paralizado, no puede moverse, comer, hablar, ni respirar sin asistencia. Su mente funciona con normalidad y solo es capaz de comunicarse con el exterior mediante el parpadeo de su ojo izquierdo. Forzado a adaptarse a esta única perspectiva, Bauby crea un nuevo mundo a partir de las dos cosas sobre las que conserva el control: su imaginación y su memoria.
En un hospital de Berck-Sur-Mer, le enseñan un código usando las letras más comunes del alfabeto utilizando el parpadeo de su ojo izquierdo. Mediante este parpadeo, y con la ayuda de los doctores del hospital es capaz de deletrear letra a letra concienzudas palabras, frases y párrafos. Mediante este método es capaz de dictar una profunda aventura dentro de la psique humana. Este método es capaz de abrir la prisión que resulta su cuerpo (la escafandra) permitiéndole planear sin límites sobre el reino de la libertad (la mariposa).

## Reparto
- Mathieu Amalric como Jean-Dominique Bauby.
- Emmanuelle Seigner como Céline Desmoulin.
- Marie-Josée Croze como Henriette Durand.
- Anne Consigny como Claude.
- Patrick Chesnais como Dr. Lepage
- Niels Arestrup como Roussin.
- Olatz López Garmendia como Marie Lopez.
- Jean-Pierre Cassel como Père Lucien, el vendedor.
- Marina Hands como Joséphine.
- Max von Sydow como Papinou.
- Gérard Watkins como Dr. Cocheton.
- Théo Sampaio como Théophile.
- Fiorella Campanella como Céleste.
- Talina Boyaci como Hortense.
- Isaach De Bankolé como Laurent.
- Emma de Caunes como la emperatriz Eugénie.
- Jean-Philippe Écoffey como el doctor.
- Nicolas Le Riche como Nijinski.
- Anne Álvaro como Betty.
- Françoise Lebrun como Madame Bauby.
- Zinedine Soualem como Joubert.
- Georges Roche como Fourneau.
- Agathe de La Fontaine como Inès.
- Yves-Marie Coppin como una pecadora.
- François Delaive como el enfermero.
- Franck Victor como Paul.
- Laure de Clermont-Tonnerre como Diane.
- Virginie Delmotte como la enfermera.
- Daniel Lapostolle como un auxiliar de enfermería.
- Philippe Roux como un auxiliar de enfermería.
- François Filloux como el enfermero de la noche.
- Elvis Polanski como el hijo de Jean-Do.
- Cedric Brelet von Sydow como el hijo de Papinou.
- Sara Séguéla como Lourdes, una parapléjica.
- Vasile Negru como el violinista.
- Marie Meyer como una modelo.
- Ilze Bajare como una modelo.
- Anna Chyzh como una modelo
- Antoine Bréant como el asistente de Jean-Baptiste Mondino
- Azzedine Alaïa como él mismo.
- Michael Wincott como un fotógrafo.
- Jean-Baptiste Mondino como él mismo.
- Lenny Kravitz como él mismo.
- Farida Khelfa como ella misma.

## Recepción
La película posee un 94% de aprobación, entre la crítica especializada, en el sitio Rotten Tomatoes, basado en 176 comentarios, mientras que las más de 100.000 reseñas del público le dan un 92% de valoración.
En Metacritic, su aprobación es de 92% de la crítica sobre 36 comentarios, y un 8.4/10 entre las 164 valoraciones del público.
Roger Ebert del Chicago Sun Times calificó al filme con cuatro estrellas (su máximo de puntuación) y expresó: «Al final nos queda la reflexión de que la conciencia humana es el gran milagro de la evolución, y todo lo demás (vista, oído, gusto, oído, olfato, tacto) son simplemente una caja de herramientas de la que la conciencia se ha provisto».
Peter Travers de Rolling Stone le otorgó una puntuación de 3.5 (sobre cuatro), diciendo: «La película te aniquilará. Las dos películas anteriores de Schnabel (Basquiat y Antes que anochezca) también se centraron en los artistas. Pero esta es su mejor película hasta el momento, un acto de audacia visual y espíritu insaciable».
Mientras, David Ansen de Newsweek  expresó: «Schnabel, el guionista Ronald Harwood y el director de fotografía Janusz Kaminski, han encontrado la forma de llevarnos directo a la mente de Bauby (...), mediante la transformación de una historia de atrapamiento físico y renovación espiritual en un conjunto de imágenes excitantes».
Sumado a los elogios, el crítico David Denby de The New Yorker, nombró a la cinta como "mejor película de la década" y expresó: "la película de Schnabel es una gloriosa experiencia de encierro, con alguno de los usos más libres y más atrevidos de cámara, y una de las más desgarradoras, atrevidas y crueles exploraciones personales en películas recientes".
Carlos Boyero, por su parte, afirmó en El País: «Schnabel logra crear un universo doliente y fascinante (…) Lo que ocurre en la mente y en el corazón de este hombre roto te perturba, te identifica, te apena, te exalta, te conmueve. (…) está llena de amor a la vida. Y lo contagia».
Y Alberto Bermejo, crítico de El Mundo puntuó la obra con 4 sobre 5 y dijo: «Bello cuento vitalista. (...) Schnabel elude el patetismo y encuentra en la intimidad de ese personaje disminuido una manera coherente de poner en pie sus ambiciones artísticas».

## Premios
* Fuente: Página de la película en Mubi. 
| Año  | Premio o festival                                           | Categoría                                     | Nominado                                                | Resultado  |
| ---- | ----------------------------------------------------------- | --------------------------------------------- | ------------------------------------------------------- | ---------- |
| 2007 | Festival de Cannes                                          | Palma de Oro a la mejor película              | Julian Schnabel y Jim Lemley                            | Nominados  |
| 2007 | Festival de Cannes                                          | Mejor dirección                               | Julian Schnabel                                         | Ganador    |
| 2007 | Festival de Cannes                                          | Premio Vulcain - Mejor fotografía             | Janusz Kamiński                                         | Ganador    |
| 2007 | National Board of Review                                    | Mejor película en idioma extranjero           | Julian Schnabel y Jim Lemley                            | Ganadores  |
| 2007 | Festival de San Sebastian                                   | Premio TCM del público Mejor película europea | Julian Schnabel y Jim Lemley                            | Ganadores  |
| 2007 | Village Voice Film Poll                                     | Mejor actor                                   | Mathieu Amalric                                         | Nominado   |
| 2007 | Village Voice Film Poll                                     | Mejor actor secundario                        | Max Von Sydow                                           | Nominado   |
| 2007 | Village Voice Film Poll                                     | Mejor película                                | Julian Schnabel y Jim Lemley                            | Nominados  |
| 2007 | Asociación de Críticos de Cine de Los Ángeles Premios LAFCA | Mejor película                                | Julian Schnabel y Jim Lemley                            | Finalistas |
| 2007 | Asociación de Críticos de Cine de Los Ángeles Premios LAFCA | Mejor director                                | Julian Schnabel                                         | Finalista  |
| 2007 | Asociación de Críticos de Cine de Los Ángeles Premios LAFCA | Mejor fotografía                              | Janusz Kamiński                                         | Ganador    |
| 2007 | Asociación de Críticos de Cine de Los Ángeles Premios LAFCA | Mejor película en lengua extranjera           | Julian Schnabel y Jim Lemley                            | Finalistas |
| 2007 | American Film Institute - AFI Fest                          | Premio de la audiencia Mejor película         | Julian Schnabel y Jim Lemley                            | Ganadores  |
| 2007 | Festival Internacional de Cine de Estocolmo                 | Mejor fotografía                              | Janusz Kamiński                                         | Ganador    |
| 2007 | Círculo de Críticos de San Francisco                        | Mejor película en lengua extranjera           | Julian Schnabel y Jim Lemley                            | Ganadores  |
| 2007 | Toronto Film Critics Association                            | Mejor película en lengua extranjera           | Julian Schnabel y Jim Lemley                            | Finalistas |
| 2007 | Asociación de Críticos de Cine de Chicago                   | Mejor fotografía                              | Janusz Kamiński                                         | Ganador    |
| 2007 | Asociación de Críticos de Cine de Chicago                   | Mejor película en lengua extranjera           | Julian Schnabel y Jim Lemley                            | Finalistas |
| 2007 | Asociación de Críticos de Cine de Boston                    | Mejor fotografía                              | Janusz Kamiński                                         | Ganador    |
| 2007 | Asociación de Críticos de Cine de Boston                    | Mejor película en lengua extranjera           | Julian Schnabel y Jim Lemley                            | Ganadores  |
| 2007 | Asociación de Críticos de Cine de Boston                    | Mejor película                                | Julian Schnabel y Jim Lemley                            | Nominados  |
| 2007 | Asociación de Críticos de Cine de Boston                    | Mejor guion                                   | Ronald Harwood                                          | Nominado   |
| 2007 | Asociación de Críticos de Cine de Boston                    | Mejor dirección                               | Julian Schnabel                                         | Ganador    |
| 2007 | Premios del Círculo de Críticos de Cine de Nueva York       | Mejor película                                | Julian Schnabel y Jim Lemley                            | Ganadores  |
| 2007 | Camerimage                                                  | Rana dorada a la mejor película               | Julian Schnabel y Jim Lemley                            | Ganadores  |
| 2008 | National Society of Film Critics                            | Mejor película                                | Julian Schnabel y Jim Lemley                            | Nominados  |
| 2008 | National Society of Film Critics                            | Mejor dirección                               | Julian Schnabel                                         | Nominado   |
| 2008 | National Society of Film Critics                            | Mejor guion                                   | Ronald Harwood                                          | Nominado   |
| 2008 | National Society of Film Critics                            | Mejor fotografía                              | Janusz Kamiński                                         | Nominado   |
| 2008 | National Society of Film Critics                            | Mejor película de habla no inglesa            | Julian Schnabel y Jim Lemley                            | Nominados  |
| 2008 | Premios Óscar                                               | Mejor dirección                               | Julian Schnabel                                         | Nominado   |
| 2008 | Premios Óscar                                               | Mejor guion adaptado                          | Ronald Harwood                                          | Nominado   |
| 2008 | Premios Óscar                                               | Mejor fotografía                              | Janusz Kamiński                                         | Nominado   |
| 2008 | Premios Óscar                                               | Mejor montaje                                 | Juliette Welfling                                       | Nominada   |
| 2008 | Premios Independent Spirit                                  | Mejor fotografía                              | Janusz Kamiński                                         | Ganador    |
| 2008 | Premios Independent Spirit                                  | Mejor película                                | Julian Schnabel y Jim Lemley                            | Nominados  |
| 2008 | Premios Independent Spirit                                  | Mejor guion                                   | Ronald Harwood                                          | Nominado   |
| 2008 | Premios Independent Spirit                                  | Mejor director                                | Julian Schnabel                                         | Ganador    |
| 2008 | Premios BAFTA                                               | Mejor guion adaptado                          | Ronald Harwood                                          | Ganador    |
| 2008 | Premios BAFTA                                               | Mejor película de habla no inglesa            | Julian Schnabel y Jim Lemley                            | Nominados  |
| 2008 | Premios César                                               | Mejor película                                | Julian Schnabel y Jim Lemley                            | Nominados  |
| 2008 | Premios César                                               | Mejor dirección                               | Julian Schnabel                                         | Nominado   |
| 2008 | Premios César                                               | Mejor actor                                   | Mathieu Amalric                                         | Ganador    |
| 2008 | Premios César                                               | Mejor guion adaptado                          | Ronald Harwood                                          | Nominado   |
| 2008 | Premios César                                               | Mejor fotografía                              | Janusz Kamiński                                         | Nominado   |
| 2008 | Premios César                                               | Mejor montaje                                 | Juliette Welfling                                       | Ganadora   |
| 2008 | Premios César                                               | Mejor sonido                                  | Jean-Paul Mugel, Francis Wargnier y Dominique Gaborieau | Nominados  |
| 2008 | Premios Globo de Oro                                        | Mejor película en lengua no inglesa           | Julian Schnabel y Jim Lemley                            | Ganadores  |
| 2008 | Premios Globo de Oro                                        | Mejor dirección                               | Julian Schnabel                                         | Ganador    |
| 2008 | Premios Globo de Oro                                        | Mejor guion                                   | Ronald Harwood                                          | Nominado   |
| 2008 | Premio David de Donatello                                   | Mejor película europea                        | Julian Schnabel y Jim Lemley                            | Nominados  |
| 2008 | Premios Lumières                                            | Mejor película                                | Julian Schnabel y Jim Lemley                            | Ganadores  |
| 2008 | Premios Lumières                                            | Mejor dirección                               | Julian Schnabel                                         | Nominado   |
| 2008 | Premios Lumières                                            | Mejor actor                                   | Mathieu Amalric                                         | Ganador    |